# آب واخان

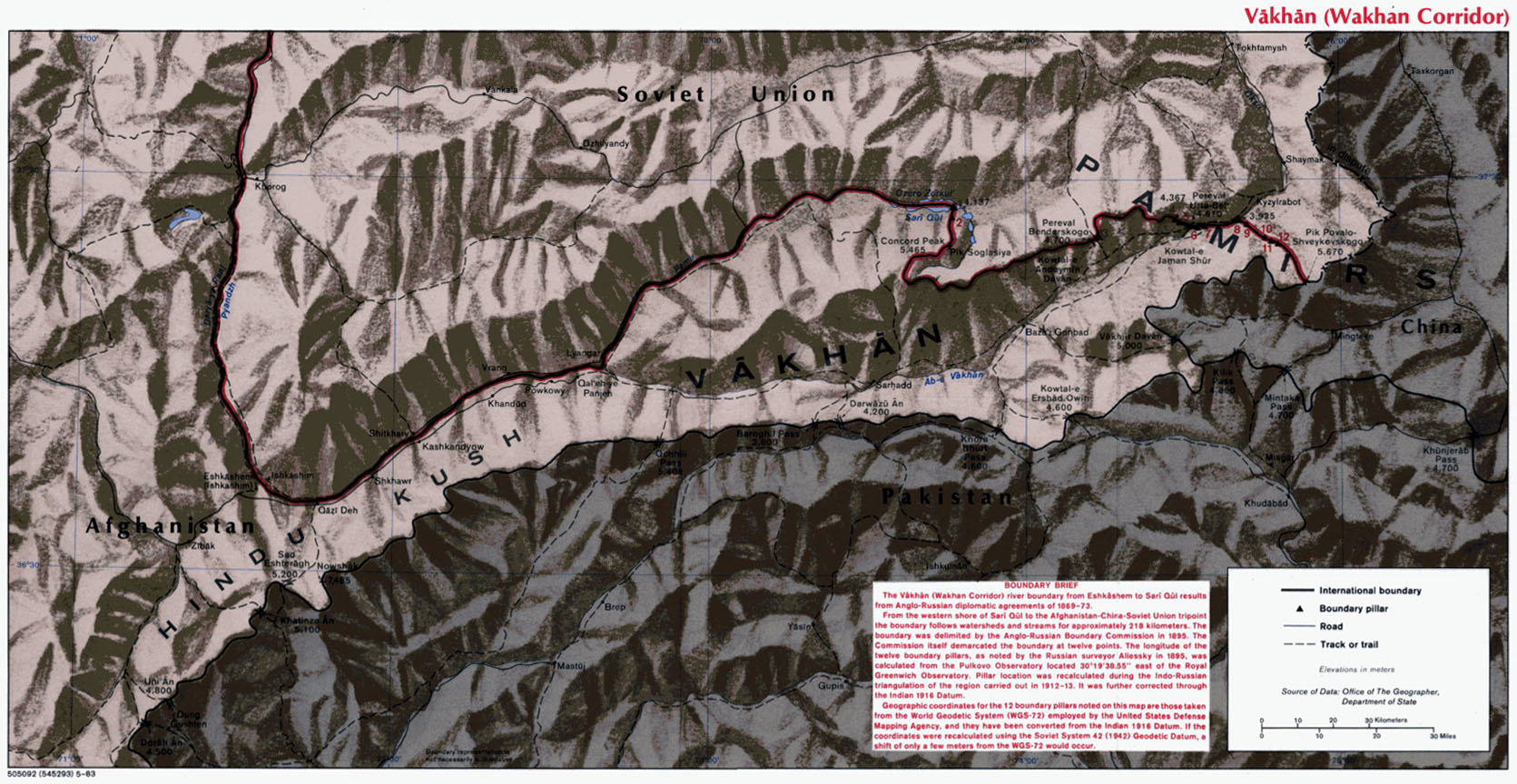
نقشه کوریدور واخان, که شامل آب واخان یا دریای واخان میشود

آب واخان یا رود واخان یا واخان‌دریا رودخانه‌ای در تاجیکستان و افغانستان است که از کوهستان هندوکش سرچشمه می‌گیرد و از پیوستن به رود واخجیر و بازدریا در ۴۰ کیلومتری گذرگاه واخجیر شکل می‌گیرد. این رودخانه در نزدیکی روستای گزخان و لنگر در ارتفاع ۲۸۰۰ متری به رود پامیر می‌پیوندد و رود پنج را شکل می‌دهد.
این رودخانه در هندوکش به وجود می آید. این محل در اثر تلاقی رودخانه واخجیر و باز دریا در حوالی کشچ گوز و بوذای گومباز، در حدود ۴۰ کیلومتری غرب گذرگاه واخجیر شکل گرفته است.  اندکی پس از آن، پامیر کوچک به پایان می رسد، و رودخانه به هم پیوسته به رودخانه ای باریک، عمیق و سریع منقضی می شود که توسط صخره ها و تپه های شیب دار محدود شده است. از اینجا بانک ها درختان توس و ارس پرورش داده اند. رودخانه در ۴۰ کیلومتری غرب سرحد بروغیل رودخانه در حوضه ای چشمگیر به عرض ٣ کیلومتر جریان دارد. در صورت وجود هر گونه پوشش گیاهی اما بید کوتوله در این منطقه رشد می کند.
در سرحد رودخانه به دره باریک تری تبدیل می شود که از جمعیت بیشتری برخوردار است. این رودخانه در نزدیکی روستاهای لنگر و قلعه پنج ظاهر می شود و در آنجا رودخانه پامیر به آن می پیوندد. از آن نقطه رودخانه همیشه به صورت محلی رودخانه پنج نامیده می شود.